# بخش کاسرگود
بخش کاسرگود (به انگلیسی: Kasaragod district) یک بخش در هند است که در کرالا واقع شده‌است. بخش کاسرگود ۱٬۹۹۲ کیلومتر مربع مساحت و ۱٬۳۰۷٬۳۷۵ نفر جمعیت دارد.